# Karomia
Karomia, biljni rod iz porodice usnača smješten u tribus Rotheceae, dio potporodice Ajugoideae. Sastoji se od 9 vrsta raširenih po Madagaskaru, istočna i južnoj Africi i Vijetnamu  

## Opis
Drveće, rjeđe grmovi.

## Vrste
1. Karomia fragrans Dop; tipična, vijetnamski endem.
2. Karomia gigas (Faden) Verdc.
3. Karomia humbertii (Moldenke) R.Fern.
4. Karomia macrocalyx (Baker) R.Fern.
5. Karomia madagascariensis (Moldenke) R.Fern.
6. Karomia microphylla (Moldenke) R.Fern.
7. Karomia mira (Moldenke) R.Fern.
8. Karomia speciosa (Hutch. & Corbishley) R.Fern.
9. Karomia tettensis (Klotzsch) R.Fern.